# Asterismos históricos
Los asterismos históricos o constelaciones históricas son aquellas que quedaron fuera del reconocimiento oficial, quedando obsoletas por diferentes motivos. Muchas de esas constelaciones han existido durante siglos, otras fueron muy efímeras. Su importancia radica en su razón histórica y debido a que aparecen en grabados y mapas celestes antiguos.

## El legado clásico
En la tradición cultural astronómica europea, las constelaciones son un legado de antiguas culturas de Mesopotamia, Oriente Medio y el Mar Mediterráneo enriquecidas posteriormente por la esencial aportación del mundo árabe a través de Castilla.
En la antigüedad clásica, una constelación se basaba en la formación de figuras con algún significado religioso o en relación con hechos míticos, agrupando un número concreto de estrellas visibles, que eran nombradas conforme a la posición que ocupan en la figura.
Dos constelaciones hoy en desuso tienen un origen clásico, concretamente del siglo II después de Cristo: La nave Argo y Antínoo.

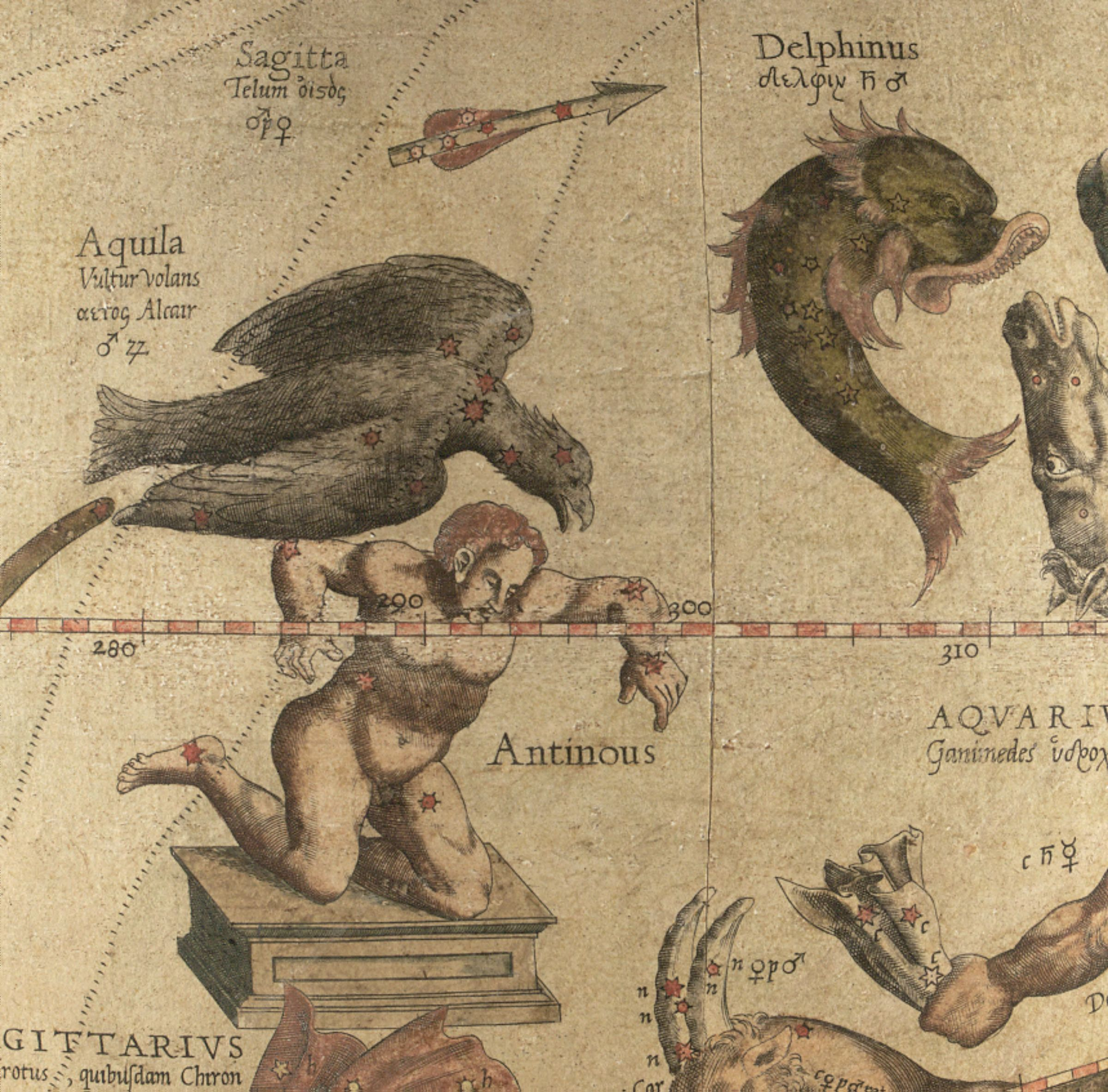
Antinous (Antínoo) - Mercator

Argo Navis (la nave Argo) fue una constelación muy extensa introducida por Tolomeo en su Almagesto con 1884 grados cuadrados (equivalente a la extensión del triple de Orión), destacando mayormente su extensión al incluir partes del cielo austral invisibles hasta el siglo XV.
Antínoo fue introducida a instancias del emperador romano Adriano en el año 132 en honor a su joven amante quien falleció ahogado en el río Nilo, en favor de éste.
La constelación de la Serpiente es la única que aparece dividida en el cielo en dos regiones disjuntas separadas por la constelación del ofiuco. 
La región situada al oeste de la figura del ofiuco es la denominada Cabeza de la serpiente (Caput Serpentis o Serpens Caput.
La región situada al este de la figura del ofiuco es la denominada Cola de la serpiente (Cauda Serpentis o Serpens Cauda).
Ambas regiones son una misma constelación: Serpens

## El legado moderno

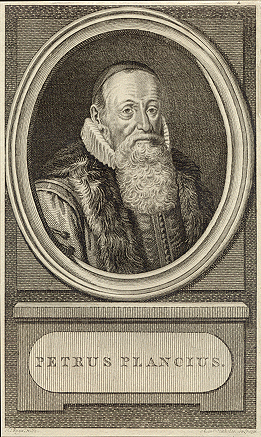
Plancius o Petrus Platevoit

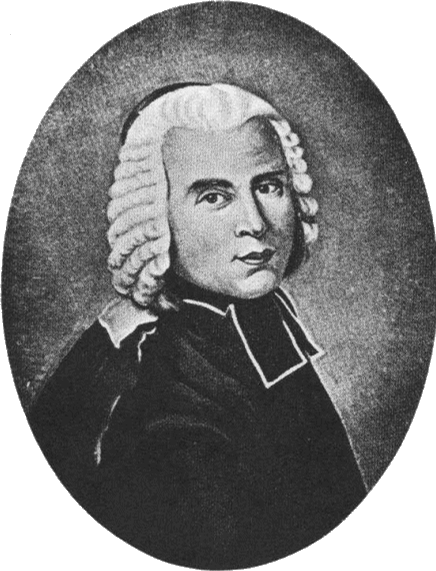
Nicolas Louis de la Caille

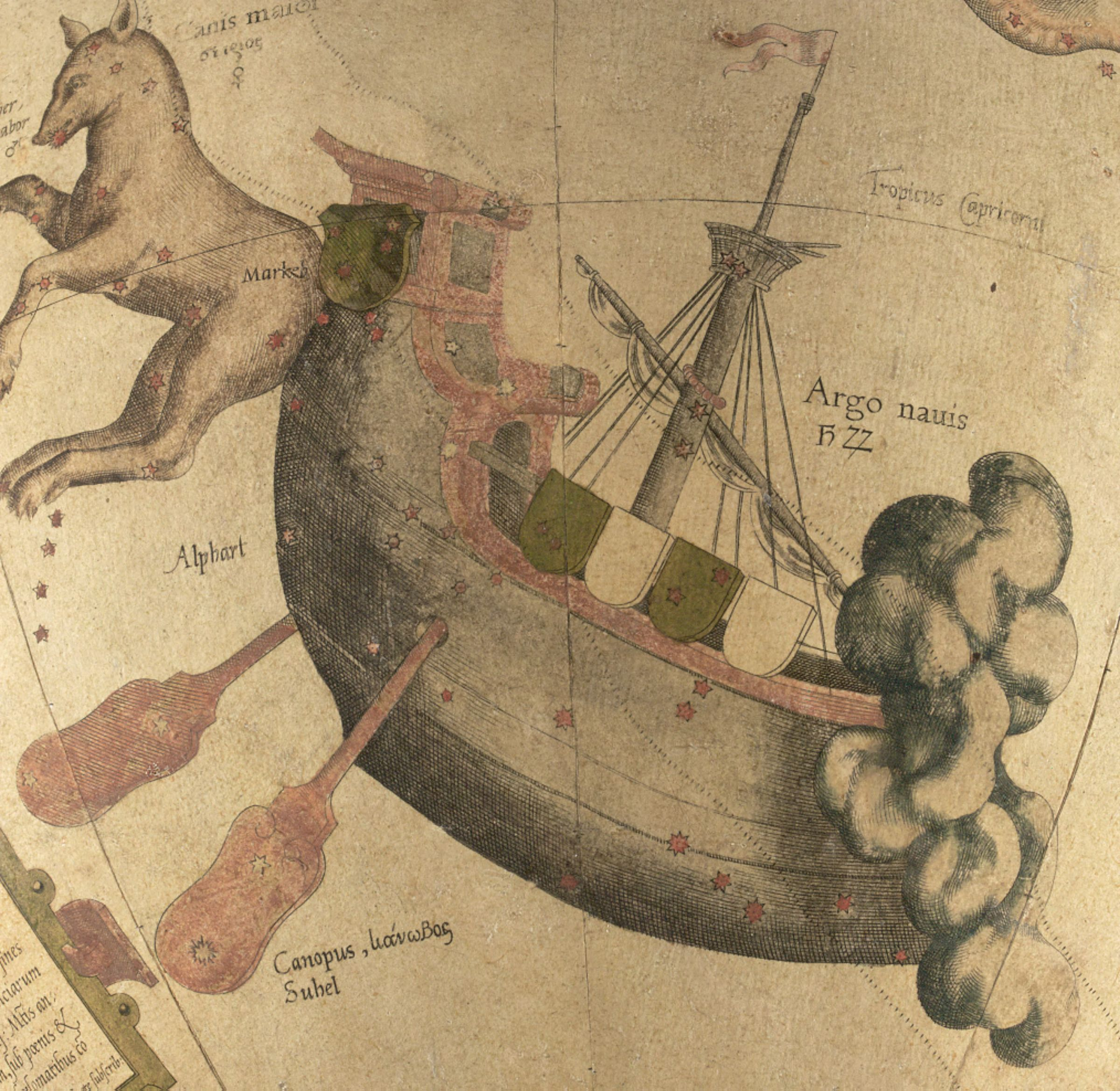
Argo Navis (Nave Argos) - Mercator

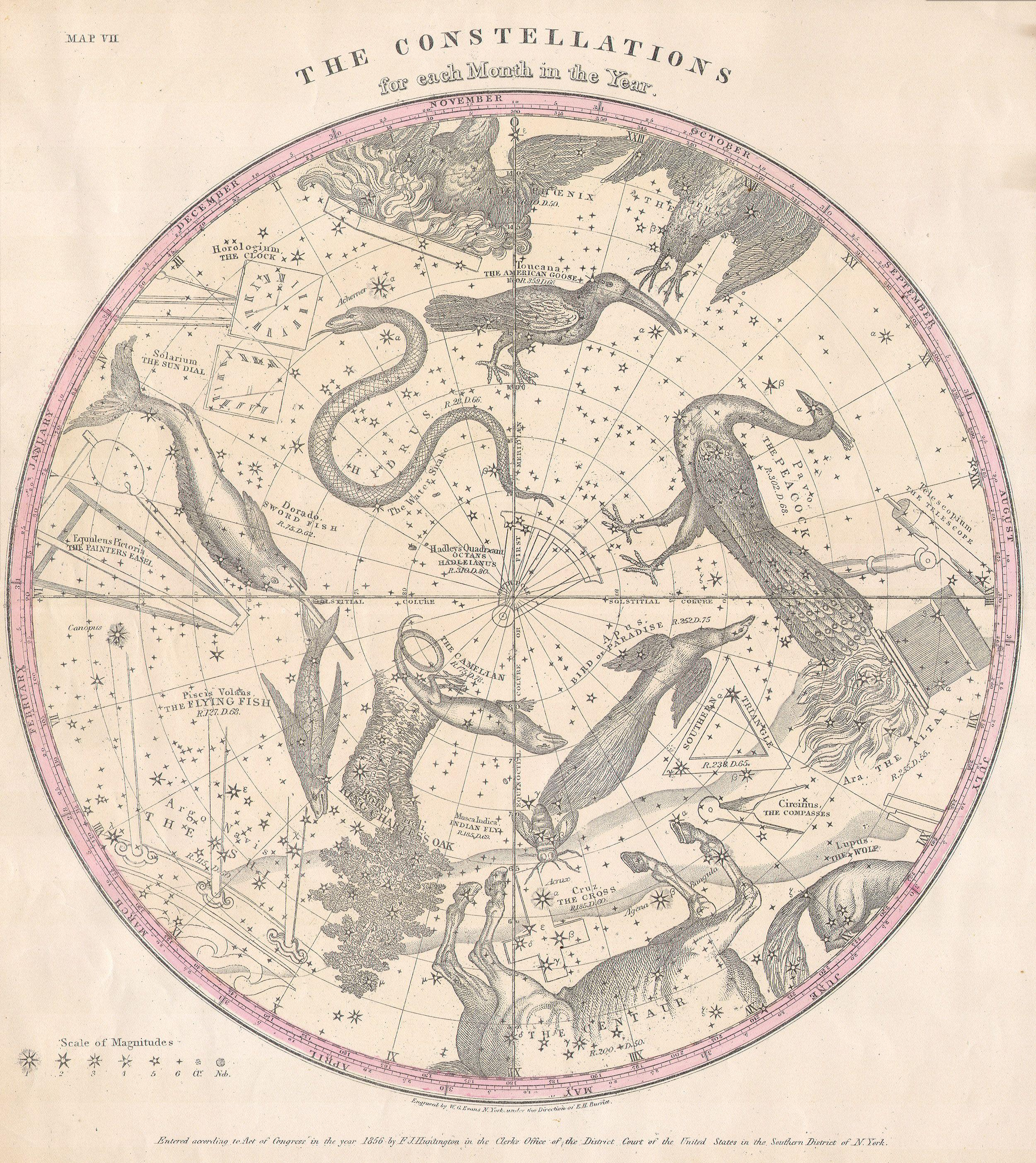
1856 Burritt - Huntington. Constelaciones del Hemisfero Austral

Como consecuencia del descubrimiento del Nuevo Mundo así como la exploración de las zonas australes del planeta, quedaron al descubierto nuevas zonas del cielo, hasta entonces desconocidas para los europeos que crearon nuevas constelaciones, muchas de las han llegado hasta nuestros días.

### El legado de Petrus Plancius
Pieter Platevoit o Plancius tomó en 1592 estrellas de la constelación del can mayor para crear la constelación de la paloma. 
En 1597, Plancius recogió de Isaac Bautista una nueva constelación en el hemisferio sur, la abeja, entonces en el hemisferio norte había una constelación denominada «mosca» que posteriormente desapareció, entonces Nicolas Louis de Lacaille cambió el nombre de «abeja» por el nombre de la mosca. Este cambio de denominación tuvo éxito, pues en 1603, fue publicado como tal en el átlas de Johann Bayer: Uranometria manteniéndose así hasta la actualidad. 
En 1613 creó la constelación del camello, en latín (Camelus) que un año más tarde Jakob Bartsch o Bartschius renombró como la actual constelación de la jirafa.
También en ese año, Plancius estableció la constelación del unicornio, que aun es vigente.

### Lista de las constelaciones establecidas por Petrus Plancius
- Paloma
- Unicornio
- Camello

### El legado de Nicolas Louise de la Caille
El astrónomo francés Nicolas Louis de Lacaille en 1756 aprovechó la edición de su Observations faites au cap de Bonne-Espérance y Coelum australe stelliferum para desmembrar la constelación de la nave Argo al objeto de formar constelaciones de tamaño similar a las restantes, quedando dividida en tres constelaciones, que son partes del barco: Quilla, Popa y Vela.
Además, introdujo un grupo de constelaciones en el cielo austral, que han llegado hasta nuestros días, y que son un fiel reflejo del siglo XVIII ya que guardan relación con inventos y temas de esta época.
Sus nombres fueron inspirados por:
- Instrumental de navegación (Circinus, Norma, Octans, Pyxis, Reticulum).
- Invenciones modernas (Antlia, Fornax, Horologium, Microscopium, Telescopium).
- Un lugar austral (Mensa).
- Un animal exótico (Tucana).
- Artes (Caelum, Sculptor, Pictor)

### Lista de las constelaciones creadas por Nicolas Louise de la Caille
- Antlia - Máquina neumática
- Caelum - Buril
- Carina - Quilla
- Circinus - Compás
- Fornax - Horno químico
- Horologium - Reloj
- Mensa - Monte de la Mesa
- Microscopium - Microscopio
- Norma - Regla
- Octans - Octante
- Pictor - Caballete del Pintor
- Puppis - Popa
- Pyxis - Brújula
- Reticulum - Retículo
- Sculptor - Escultor
- Telescopium - Telescopio
- Vela - Vela
- Tucana - Tucán

## Constelaciones en desuso
Entre las figuras clásicas existían partes del cielo donde las estrellas son poco brillantes o escasas, generalmente carecían de una asignación concreta a una u otra constelación, a estas constelaciones se les denomina menores.
Algunos astrónomos entre 1592 y 1844 introdujeron nuevas constelaciones a través de sus propias publicaciones, generalmente, atlas del cielo.
Debido a que muchas constelaciones menores introducidas eran marcadamente políticas, llevadas por el favoritismo del autor o generalmente sin consenso alguno, fueron efímeras al punto que en nuevas publicaciones, dejaban de ser consideradas como tal.
Esto hizo que hubiesen muchas modificaciones en la creación, desaparición y modificación en el cielo, al punto que tuvo que llegarse a un consenso internacional para aceptar un canon definitivo, conseguido recientemente, en 1930.

## El canon actual
Fruto del consenso internacional, nació la Unión Astronómica Internacional como única autoridad mundial encargada entre otros asuntos de validar la nomenclatura celeste.
Entre 1928 y 1930 se encargó al astrónomo belga Eugène Joseph Delporte  definir oficialmente la partición de la esfera celeste en superficies o constelaciones, quedaron definidas 89 regiones en 88 constelaciones. 
De esta manera, muchas constelaciones generalmente menores en su mayoría desaparecieron de la esfera celeste, a éstas, corresponde la categoría “Constelaciones en desuso”.

## Lista de las constelaciones en desuso
| Nombre latino               | Genitivo                  | Traducción                  | Astrónomo                 | Eliminación                     |
| Anser                       | Anseris                   | Ganso                       | ...                       | UAI (1922)                      |
| Antinous                    | Antinoi                   | Antinoo                     | Adriano (132 d. C.)       | UAI (1922)                      |
| Apis                        | Apii                      | Abeja                       | Bayer (1603)              | *se convirtió en Musca          |
| Camelus                     | Cameli                    | Camello                     | ...                       | *se convirtió en Camelopardalis |
| Caput Medusa                | Caputis Medusae           | Cabeza de Medusa            | ...                       | UAI (1922)                      |
| Cerberus                    | Cerberi                   | Cerbero                     | Hevelius (1690)           | UAI (1922)                      |
| Custos Messium              | Custos Messii             | Guardián de la cosecha      | Lallande (1775)           | UAI (1922)                      |
| Felis                       | Felii                     | Gato                        | Lallande (1805)           | UAI (1922)                      |
| Fredericus Honores          | Frederici Honori          | Honores de Federico         | Bode (1787)               | UAI (1922)                      |
| Gallus                      | Galli                     | Gallo                       | Plancius (1603)           | Bode (1800)                     |
| Globus Aerostaticus         | Globi Aerostatici         | Globo Aerostático           | Lallande (1798)           | UAI (1922)                      |
| Jordanus (constelación)     | Jordani                   | Río Jordán                  | Plancius (1603)           | Bode (1800)                     |
| Lilium                      | Lilii                     | Flor de Lis                 | ...                       | UAI (1922)                      |
| Lochium Funis               | Lochii Funis              | La cuerda y la línea        | Bode (1800)               | UAI (1922)                      |
| Machina Electrica           | Machinae Electricae       | Máquina Elétrica            | Bode (1800)               | UAI (1922)                      |
| Malus                       | Mali                      | Mástil                      | Lacaille (1763)           | UAI (1922)                      |
|                             |                           |                             | *Procedente de Argo Navis | **Actualmente en Pyxis          |
| Mons Maenalus               | Montis Maenali            | Monte Menalo                | Hevelius (1690)           | Bode (1800)                     |
| Musca Borealis              | Muscae Borealis           | Mosca Boreal                | ...                       | *posteriormente Lilium          |
| Noctua                      | Noctuae                   | Buho                        | Jamieson (1822)           | UAI (1922)                      |
| Norma Nilotica              | Normae Niloticae          | Regla egipcia               | Jamieson (1822)           | UAI (1922)                      |
| Officina Typographica       | Officinae Typographicae   | Imprenta                    | Bode (1800)               | UAI (1922)                      |
| Phoenicopterus              | Phoenicopteri             | Flamenco                    | ...                       | *pasó a ser Grus                |
| Polophylax                  | Polophylacis              | Guardián del Polo           | Plancius (1603)           | Bode (1800)                     |
| Psalterium Georgii          | Psalterii Georgii         | Arpa del Rey Jorge          | Hell (1781)               | UAI (1922)                      |
| Quadrans Muralis            | Quadrantis Muralis        | Cuadrante Mural             | Lallande (1795)           | UAI (1922)                      |
| Ramus Pomifer               | Rami Pomiferis            | Ramo                        | ...                       | Bode (1800)                     |
| Robur Carolinum             | Roburis Carolii           | Roble de Carlos II          | Halley (1679)             | Lacaille (1763)                 |
| Sceptrum et Manus Iustitiae | Sceptri et manu iustitiae | Cetro y mano de la justicia | Royer (1679)              | Bode (1800)                     |
| Sceptrum Brandenburgicum    | Sceptri Brandenburgici    | Cetro de Brandenburgo       | Kirch (1688)              | Lacaille (1763)                 |
| Solárium                    | Solarii                   | Reloj de sol                | ...                       | Lacaille (1763)                 |
| Tarandus vel Rangifer       | Tarandi vel Rangiferis    | El ciervo                   | Lemonnier (1736)          | UAI (1922)                      |
| Taurus Poniatovii           | Tauri Poniatovii          | Toro de Poniatowski         | Poczobut (1777)           | UAI (1922)                      |
| Telescopium Herschelii      | Telescopii Herschelli     | Telescopio de Herschel      | Hell (1781)               | UAI (1922)                      |
| Tigris                      | Tigrii                    | Río Tigris                  | Plancius (1603)           | Bode (1800)                     |
| Triangulum Minor            | Trianguli Minoris         | Triángulo Menor             | Hevelius (1690)           | Bode (1800)                     |
| Testudo                     | Testudi                   | Tortuga                     | ...                       | Bode (1800)                     |
| Turdus Solitarius           | Turdi Solitarii           | Dodo                        | Lemonnier (1736)          | *pasó a ser Noctua              |
| Vespa                       | Vespae                    | Vespa                       | Bartsch (1624)            | *pasó a ser Musca Borealis      |